# Tom Richards (Leichtathlet)

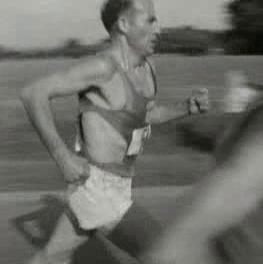
Tom Richards, 1951

Tom Richards (eigentlich Thomas John Henry Richards; * 15. März 1910 in Upper Cwmbran, Wales; † 19. Januar 1985 in London) war ein britischer Marathonläufer, der in den 1940er- und 1950er-Jahren erfolgreich war.
1939 wurde er Vierter und 1941 Zweiter beim Polytechnic Marathon.
1943 wurde er Zweiter beim Polytechnic Marathon und siegte bei Läufen in Dundee und Wolverhampton, 1944 gewann er den Polytechnic Marathon und in Wolverhampton. 1945 verteidigte er seinen Titel beim Polytechnic Marathon, 1946 folgte einem vierten Platz beim „Poly“ ein dritter bei der englischen Meisterschaft.
1947 blieb er zweimal unter 2:40 Stunden, als Zweiter beim Polytechnic Marathon (2:37:30 h) und in Loughborough (2:36:07 h), wo er nur von Jack Holden geschlagen wurde.
Im Jahr darauf qualifizierte er sich mit einem zweiten Platz beim Polytechnic Marathon für die Olympischen Spiele 1948 in London, wo insgesamt 41 Läufer an den Start gingen. Der 38-jährige Richards zeigte sich in Topform und musste sich lediglich dem Argentinier Delfo Cabrera (Gold in 2:34:51,6 h) geschlagen geben. In 2:35:07,6 h gewann er die Silbermedaille vor dem Belgier Étienne Gailly, der 26 Sekunden hinter ihm einlief.
1949 wurde er bei seinen beiden Läufen lediglich von Holden (der beim olympischen Marathon aufgegeben hatte) geschlagen: in Birmingham, wo er in 2:38:08 h einlief, und beim Enschede-Marathon, wo er auf einer um mehr als zwei Kilometer zu kurzen Strecke 2:24:04 h benötigte. Einem sechsten Platz bei den British Empire Games 1950 in Auckland mit einer Zeit von 2:42:11 h (neuneinhalb Minuten hinter dem Sieger Holden) folgte im selben Jahr der Sieg bei der walisischen Meisterschaft.
1951 wurde er Zweiter bei der englischen Meisterschaft und Dritter in Enschede, 1952 siegte er bei einem Marathon in Port Talbot in 2:30:41, und 1953 wurde er Vierter bei der walisischen Meisterschaft. Im Jahr darauf stellte er im Alter von 44 Jahren am 26. Juni als Sechster beim Polytechnic Marathon mit 2:29:59 h seine persönliche Bestzeit auf. 1955 wurde er erneut walisischer Meister.
Tom Richards startete für die South London Harriers. Von Beruf war er Krankenpfleger.